# Presses universitaires François-Rabelais
Les Presses universitaires François-Rabelais (PUFR) sont une maison d'édition universitaire fondée en 2002 par l'université de Tours. Elles sont dirigées par le maître de conférences Samuel Leturcq.

## Organisation

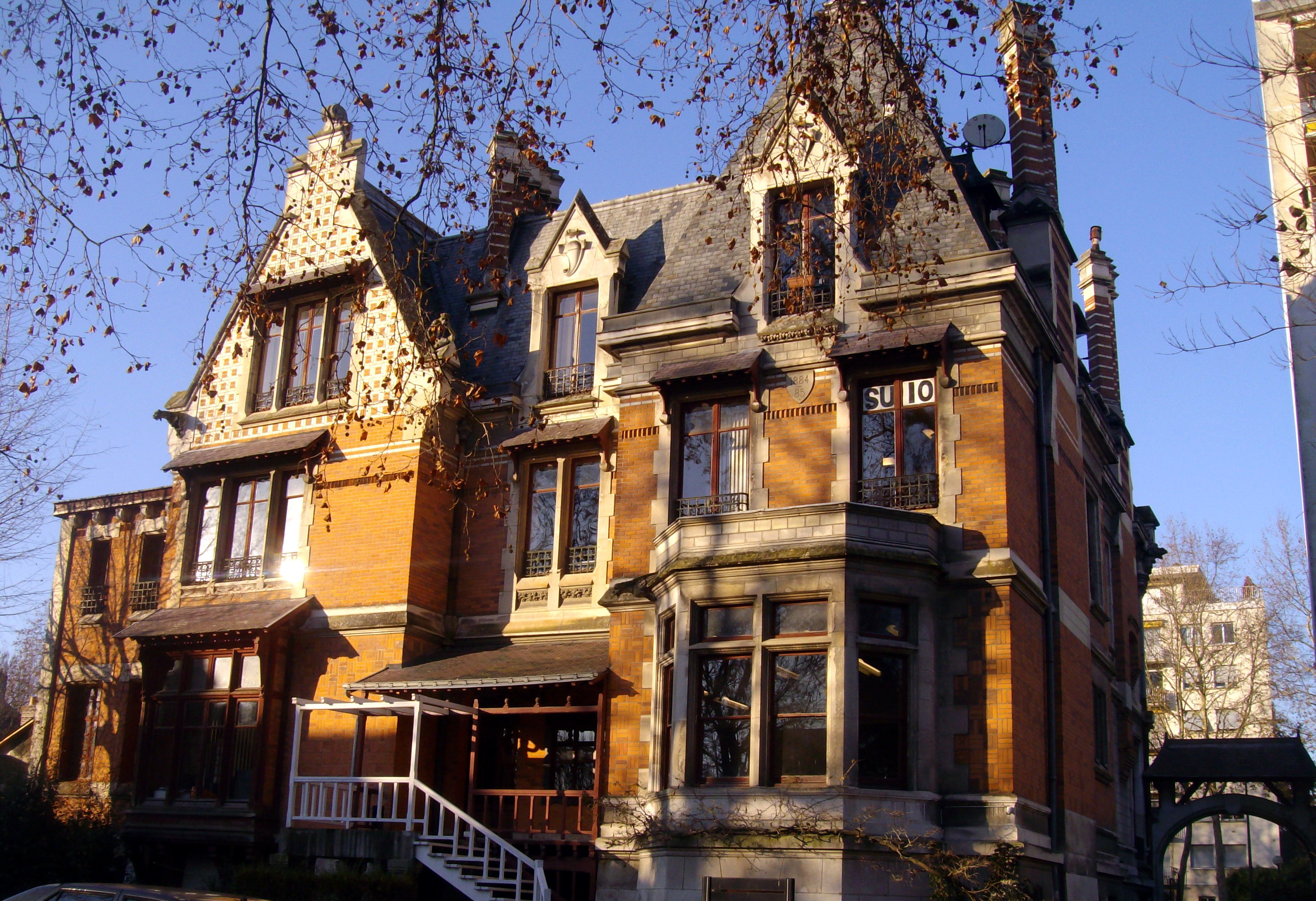
Les PUFR, au 116 boulevard Béranger

Les Presses universitaires François-Rabelais sont un service commun de l'université François-Rabelais de Tours.
Elles se développent avec des partenariats, en particulier avec les Presses universitaires de Rennes (PUR). Les PUFR proposent des collections de livres papiers et électroniques.

### Comité éditorial
Les PUFR disposent d'un comité éditorial. Les membres sont membres de droit : Loïc Vaillant, Michel Isingrini, Franck Teston, Samuel Leturcq, Florence Alazard, Bernard Banoun, Philippe Chiappini, Vincent Cotro, Pierre Dubois, Marie-Laure Gely, Cécile Goi, Catherine Grandjean, Jean-Louis Guereña, Richard Hillman, Anna Madoeuf, Xavier Martin, Hélène Maurel-Indart, Emmanuelle Retaillaud-Bajac, Alain Salamagne, Alain Thalineau, Damien Thierry, Florence Velge-Roussel, Kilien Stengel.

## Exemples de publications
Les Presses universitaires François-Rabelais publient des collections dans les domaines tels que les perspectives historiques et littéraires, villes et territoires, droit, Renaissance, tables des hommes, scènes européennes, sciences sociales de la ville...

### Collection «Tables des hommes»
La collection Tables des hommes est coéditée avec les Presses universitaires de Rennes.
- Antoine Bernard de Raymond, En toute saison : Le marché des fruits et légumes en France, Rennes/Tours, Presses Universitaires de Rennes/Presses Universitaires François Rabelais, coll. « Table des hommes », 2013, 302 p. (ISBN 9782753528666)[1],[2],[3].
- Fabrice Poncet, Les Beurres d’Isigny : Aux origines d’une Normandie laitière, XVIIe – XIXe siècle, Rennes/Tours, Presses Universitaires de Rennes/Presses Universitaires François Rabelais, coll. « Tables des hommes », 2019, 384 p. (ISBN 978-2-86906-697-7, présentation en ligne)[4].
- Jean-Louis Yengue et Kilien Stengel (dir.), Le Terroir viticole : Espaces et figures de qualité, Rennes/Tours, Presses Universitaires de Rennes/Presses Universitaires François Rabelais, 2020, 414 p.[5].
- Camille Adamiec, Faustine Régnier et Marie-Pierre Julien (dir.), L'alimentation au fil des saisons : La saisonnalité des pratiques alimentaires, Rennes/Tours, Presses Universitaires de Rennes/Presses Universitaires François Rabelais, 2020, 216 p. (ISBN 978-2-86906-738-7 et 978-2-86906-850-6, DOI 10.4000/books.pufr.27262, lire en ligne)[6],[7].

### Collection «Perspectives Villes et Territoires»
- Bénédicte Florin, Anna Madoeuf, Olivier Sanmartin, Roman Stadnicki et Florence Troin (dir.), Abécédaire de la ville au Maghreb et au Moyen-Orient, Tours,, Presses universitaires François Rabelais, coll. « Perspectives Villes et Territoires », 2020, 437 p.[8],[9].

### Collection «Migrations»
- Yann Scioldo-Zürcher, Marie-Antoinette Hily et Emmanuel Ma Mung (dir.), Étudier les migrations internationales, Tours, Presses universitaires Francois Rabelais, coll. « Migrations », 2019, 388 p. (ISBN 978-2-86906-695-3, présentation en ligne)[10],[11],[12].
- Talia Bachir-Loopuyt et Anne Damon-Guillot (dir.), Une pluralité audible ? : Mondes de musique en contact, Tours, Presses universitaires François Rabelais, coll. « Migrations », 2019, 305 p. (ISBN 978-2-86906-718-9, présentation en ligne)[13],[14].
- Bénédicte Michalon et Djemila Zeneidi (dir.), L'expérience de l'enfermement : Camps, commissariats, prisons, Tours, Presses universitaires François-Rabelais, coll. « Migrations », 2021, 348 p. (ISBN 978-2-86906-773-8, présentation en ligne)[15],[16].

### Collection «Perspectives historiques»
- Yann Bencivengo, Nickel: La naissance de l’industrie calédonienne, Tours, Presses universitaires François-Rabelais, coll. « Perspectives historiques », 2014 (ISBN 978-2-86906-373-0 et 978-2-86906-584-0, DOI 10.4000/books.pufr.12654, lire en ligne)[17],[18].
- Pierre Allorant, Gabriel Bergounioux et Pascal Cordereix (dir.), Jean Zay : Invention, Reconnaissance, Postérité, Tours, Presses universitaires François-Rabelais, coll. « Perspectives historiques », 2016, 190 p. (ISBN 978-2-86906-420-1 et 978-2-86906-575-8, DOI 10.4000/books.pufr.11450, lire en ligne)[19].
- Nathalie Sage Pranchère, L’école des sages-femmes: Naissance d’un corps professionnel, 1786-1917, Tours, Presses universitaires François-Rabelais, coll. « Perspectives historiques », 2017, 456 p. (ISBN 978-2-86906-422-5 et 978-2-86906-611-3, DOI 10.4000/books.pufr.13172, lire en ligne)[20],[21].
- Fabrice Mauclair, La Justice des Lumières : Les tribunaux ordinaires en Touraine au XVIIIe siècle, Tours, Presses universitaires François Rabelais, coll. « Perspectives historiques », 2019, 448 p. (ISBN 978-2-86906-717-2, présentation en ligne)[22],[23],[24].
- Thomas Figarol, Les Diamants de Saint-Claude : Un district industriel à l’âge de la première mondialisation, 1870-1914, Tours, Presses universitaires François-Rabelais, coll. « Perspectives historiques », 2020, 379 p. (ISBN 978-2-86906-726-4, présentation en ligne)[25].

### Autres ouvrages
- Vincent Berry, Manuel Boutet, Isabel Colón de Carvajal et Samuel Coavoux, La fin du Game ? : Les jeux vidéo au quotidien, Presses universitaires François-Rabelais, 2021 (ISBN 9782869067721, DOI 10.4000/books.pufr.20077, lire en ligne)[26].